# Българи в Океания
Българите в Океания са около 25 000 души, включващ тези с български произход и емигранти. Те населеват основно Австралия и Нова Зеландия. Към 2011 година българско посолство има единствено в Австралия.

## Разположение
Най-много българи живеят в градовете: Мелбърн, Сидни, Аделейд и Окланд.

## Култура
Първите български емигранти в Австралия пристигат в края на 19 век от Македония. През 50-те години на 20 век в Австралия и Нова Зеландия се образуват секции на Македонската патриотична организация, а български църковни общини в Пърт, Аделаида, Канбера и Сидни. Построена е и българска църква „Св. св. Кирил и Методий“.
Към 2011 година в Океания има 3 български неделни училища - Българско неделно училище в Мелбърн, Неделно училище към Българското просветно дружество в Аделейд, и Българско неделно училище „Св. св. Кирил и Методий“ в Окланд.